# Partit dels Finlandesos
Partit dels Finlandesos (finès Perussuomalaiset), antigament conegut com a Vertaders Finlandesos és un partit polític finlandès, fundat el 1995 per Veikko Vennamo després de la dissolució del Partit Rural Finlandès. És considerat un partit força nacionalista i és prou conegut per la seva postura contrària a la Unió Europea. Gràcies als dots oratoris del seu cap Timo Soini, ha passat dels tres escons obtinguts a les eleccions parlamentàries finlandeses de 2003 als 5 de les eleccions de 2007. A les eleccions de 2011 el partit presentà un espectacular augment en aconseguir el 19,1% dels vots i 39 diputats al parlament, fet que el convertiren en tercera força política a Finlàndia per davant del Partit de la Coalició Nacional i dels Socialdemòcrates, i a causa de l'entrada d'aquests dos al govern, també en principal partit de l'oposició.

## Resultats electorals

### Eleccions parlamentàries
| Any  | Vots    | %     | Escons   | +/– | Govern             |
| ---- | ------- | ----- | -------- | --- | ------------------ |
| 1999 | 26,440  | 0.99  | 1 / 200  |     | Oposició           |
| 2003 | 43,816  | 1.57  | 3 / 200  | 2   | Oposició           |
| 2007 | 112,256 | 4.05  | 5 / 200  | 2   | Oposició           |
| 2011 | 560,075 | 19.05 | 39 / 200 | 34  | Oposició           |
| 2015 | 524,054 | 17.65 | 38 / 200 | 1   | Coalició (2015–17) |
| 2015 | 524,054 | 17.65 | 38 / 200 | 1   | Oposició (2017–19) |
| 2019 | 538,805 | 17.48 | 39 / 200 | 1   | Oposició           |
| 2023 | 620,102 | 20.05 | 46 / 200 | 7   | Coalició           |

### Eleccions presidencials
| Any  | Candidat         | 1a volta | 1a volta   | 1a volta | 2a volta | 2a volta | 2a volta | Resultat |
| Any  | Candidat         | Vots     | %          | Pos.     | Vots     | %        | Pos.     | Resultat |
| ---- | ---------------- | -------- | ---------- | -------- | -------- | -------- | -------- | -------- |
| 2000 | Ilkka Hakalehto  | 31,405   | 1,03 / 100 | 6è       | N/D      | N/D      | N/D      | Derrota  |
| 2006 | Timo Soini       | 103,368  | 3,43 / 100 | 5è       | N/D      | N/D      | N/D      | Derrota  |
| 2012 | Timo Soini       | 287,571  | 9,4 / 100  | 4t       | N/D      | N/D      | N/D      | Derrota  |
| 2018 | Laura Huhtasaari | 207,337  | 6,93 / 100 | 3r       | N/D      | N/D      | N/D      | Derrota  |
| 2024 | Jussi Halla-aho  | 615,487  | 19 / 100   | 3r       | N/D      | N/D      | N/D      | Derrota  |

### Eleccions locals
| Any  | Vots    | %    | Consellers    | +/- |
| ---- | ------- | ---- | ------------- | --- |
| 1996 | 21 999  | 0,9  | 138 / 12.482  | -   |
| 2000 | 14 712  | 0,7  | 109 / 12.278  | 29  |
| 2004 | 21 417  | 0,9  | 106 / 11.966  | 3   |
| 2008 | 137 446 | 5,4  | 443 / 10.412  | 337 |
| 2012 | 307 797 | 12,3 | 1.195 / 9.674 | 752 |
| 2017 | 227,297 | 8,8  | 770 / 8.999   | 425 |
| 2021 | 354,236 | 14,5 | 1.351 / 8.859 | 581 |
| 2025 | 184,616 | 7.6  | 651 / 8.586   | 700 |

### Parlament Europeu
| Any  | Vots    | %    | Diputats | +/- | Grup |
| ---- | ------- | ---- | -------- | --- | ---- |
| 1996 | 15 004  | 0,7  | 0 / 16   | -   | -    |
| 2000 | 14 712  | 0,8  | 0 / 16   | =   | -    |
| 2004 | 21 417  | 0,9  | 0 / 14   | =   | -    |
| 2009 | 162 930 | 9,8  | 1 / 13   | 1   | EFD  |
| 2014 | 222 457 | 12,9 | 2 / 13   | 1   | ECR  |
| 2019 | 252,990 | 13.8 | 2 / 14   | =   | ID   |
| 2024 | 139,019 | 7.60 | 1 / 15   | 1   | ECR  |

## Líders
- Raimo Vistbacka (1995-1997)
- Timo Soini (1997-)